# Korošak (priimek)
Korošak je priimek v Sloveniji, ki ga je po podatkih Statističnega urada Republike Slovenije na dan 1. januarja 2010 uporabljalo 277 oseb.
- Bojan Korošak (*1964), duhovnik, teolog
- Bruno (Jože) Korošak (1920–2015), redovnik, teolog in bibliotekar
- Nina Korošak-Serčič, tolkalistka (bobnarka)
- Srečko Korošak (1933–1972), glasbenik, fagotist
- Tadej Korošak (*1981), motokrosist
- Vinko Korošak (*1934), inženir gozdarstva, kriminalist, (zgodovinski)  publicist, pisatelj